# عش المجانين
مسلسل عش المجانين مسلسل سوري انتج عام 2001 وبلغ عدد حلقاته 19 حلقة. بطولة كل من:أندريه سكاف، حسام عيد، عبير شمس الدين، هالة حسني، عصام عبه جي، نجاح حفيظ، رندة مرعشلي، سحر فوزي.

## قصة المسلسل
«عش المجانين» عمل يتناول البيئة الشعبية من خلال نماذج مختلفة. ويعتمد العمل على المقالب التي يفعلها درويش في أهل بيته وطيفور الذي يتزوج الحماتين أم زكي وأم درويش بعد سلسلة من الأحداث والمقالب ويستطيع الحصول على أموالهما ليسخرها في خدمة مصالحه التي يستخدم درويش لتنفيذها ليصل طيفور إلى حالة الجنون بعد أن يفقد الأموال التي توفرت له.
والمسلسل يطرح فكرة الطمع والجشع اللذين تفشيا في مجتمعاتنا وحب الإنسان للحصول على كل شيء.

## شخصيات المسلسل الرئيسية
- درويش (أندريه سكاف):أهم ما يميزه طرافته وحسه الإنساني وإلى حد ما فيها خبث ونباهة، يتمثل في توريط مجموعة من حوله في مشاريع يراها ناجحة ومفيدة.يتزوج في الحلقة الأخيرة سمر(رندة مرعشلي)
- زكي(حسام عيد): وشخصيته في العمل تعتمد على التهريج تماماً، فخط سير فعلها يقوده الموقف والحالة الدرامية وليس التهريج لإضحاك الجمهور.
- طيفور (عصام عبه جي): يتزوج الحماتين أم زكي وأم درويش بعد سلسلة من الأحداث والمقالب ويستطيع الحصول على أموالهما ليسخرها في خدمة مصالحه.
- أم درويش (هالة حسني): وهي أم درويش وبدرية، ويتزوجها طيفور ثم يضحك عليها باقناها ببيع بيتها وأخذ حقه
- أم زكي (نجاح حفيظ): وهي أمراءة مسكينة، تزوجها طيفور بعد اقناع درويش له ويفعل بها كما فعل بام درويش.وابنه'
- بدرية (عبير شمس الدين): وهي زوجة زكي، يطيعها زوجها في كل ما تطلبه منه لأنه يخاف منها إضافة إلى انه يحبها كثيراً

'''''طاقم العمل '''

قصة وسيناريو وحوار:نصر الدين أحمد.
التصوير:مأمون محملجي.
الإضاءة:سمير عمار.
المكياج:ميرنا الفرا.
الكوافير:شافية.
غناة الشاراة:1-م.فادي الشلبي,2-كريستين مدري.
الموسيقى التصويرية:رضوان نصري.
مدير الإنتاج:عماد الحلاق.
مساعد مخرج:ناصر أصفهاني.
المونتاج والمكساج:أيمن شامية.
إنتاج وتوزيع:القلمون-سوريا.
الاشراف العام:محمود العبد.
إخراج:اسعد عيد.